# Zuidwendinger Molen
De Zuidwendinger Molen, meestal kortweg de Zuidwendinger genoemd, is een achtkante poldermolen ten noorden van het gehucht Vierverlaten, even ten westen van Hoogkerk in de provincie Groningen.
De molen werd in 1819 gebouwd en bleef tot 1960 op windkracht in bedrijf. In dat jaar werd een elektromotor geplaatst die met de vijzel het water uit de polder Zuidwending maalt. Als gemaal is de molen altijd in gebruik gebleven, alleen raakte de molen sterk in verval. In 1990 heeft de molen een zware restauratie ondergaan en sindsdien maalt de molen als gemaal op de motor en een vrijwillig molenaar bemaalt de polder regelmatig op windkracht. De roeden met een lengte van 18 meter zijn voorzien van zelfzwichting. De molen was eigendom van de Molenstichting Westerkwartier, de huidige eigenaar is Stichting De Groninger Poldermolens. Vanwege het ontbreken van recht van overpad voor bezoekers is het alleen op afspraak mogelijk de molen te bezoeken.

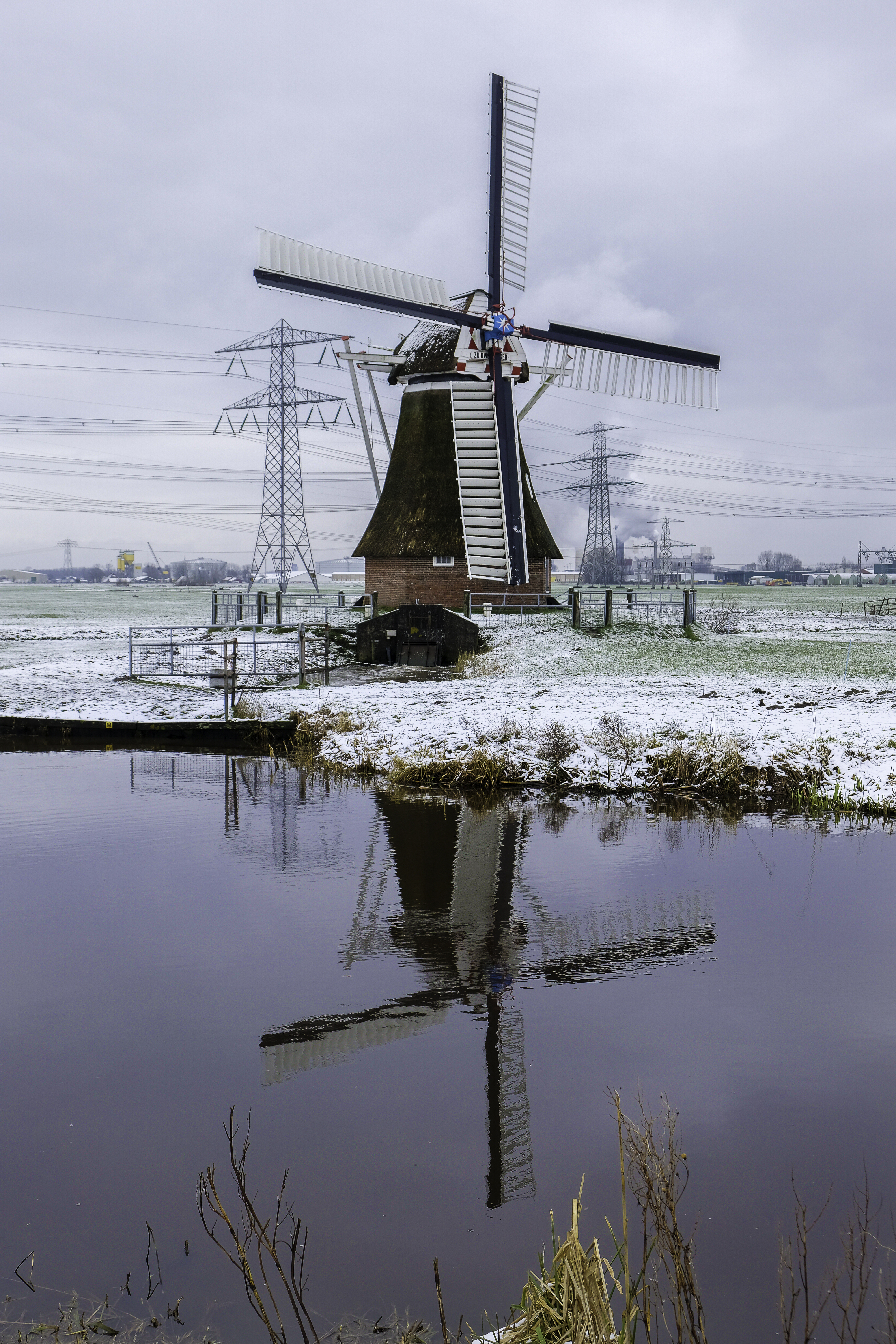
De molen gezien over de Zuidwending.